# 소설보다 더 이상한 이야기
《소설보다 더 이상한 이야기》(Stranger Than Fiction)는 미국에서 제작된 에릭 브로스 감독의 2000년 미스터리, 코미디-스릴러 영화이다. 맥켄지 애스틴 등이 주연으로 출연하였고 램 버그만 등이 제작에 참여하였다.

## 출연

### 주연
- 맥켄지 애스틴
- 토드 필드
- 디나 메이어
- 나타샤 그렉슨 와그너

### 조연
- 조 웅거
- 프란시스 베이

## 기타
- Line PD: 돈 쉐인
- 공동제작: 데보라 톰슨 듀다
- 미술: 게리 콘스터블
- Ass-PD: 레이몬드 이작
- 배역: 카렌 마지오타
- 배역: 마리 마지오타